# Bar ve Folies Bergère

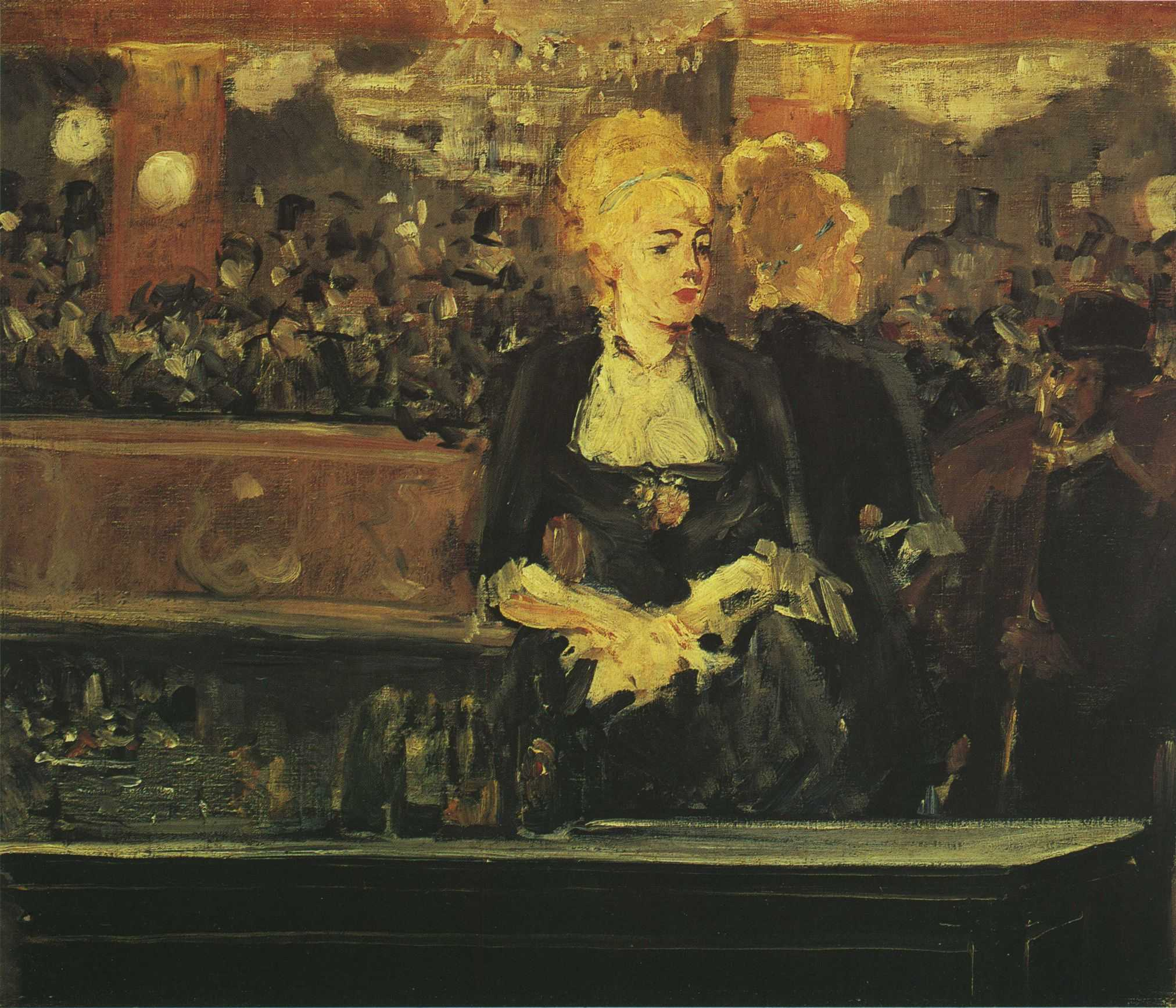
Manetova studie k obrazu z roku 1881

Bar ve Folies Bergère (francouzsky: Un bar aux Folies Bergère) je olejomalba francouzského malíře Édouarda Maneta. Bývá označována za jeho poslední velké dílo. Obraz byl namalován v roce 1882 a prvně vystaven na Pařížském salonu téhož roku. Zobrazuje scénu v nočním klubu Folies Bergère v Paříži. Obraz původně patřil skladateli Emmanuelu Chabrierovi, Manetovu blízkému příteli, a visel nad jeho klavírem. Nyní se nachází v Courtauldově institutu umění v Londýně.

## Význam a diskuse
Jedna z nejdiskutovanějších věcí mezi uměleckými kritiky je skutečnost, že zobrazená dívka stojí před zrcadlem, ale její odraz v zrcadle podle většiny pozorovatelů neodpovídá fyzikálním zákonům, především pak postava muže, s nímž barmanka hovoří, by na obraze neměl být, soudí mnozí. Řada kritiků Maneta dokonce obvinila z neznalosti zákonů perspektivy. V roce 2000 však byla pořízena fotografie, která se pokoušela pečlivě zrekonstruovat obraz, a k překvapení mnohých se ukázalo, že odraz v zrcadle odpovídá Manetově malbě. Celý zádrhel spočívá v určitém optickém klamu, který Manet patrně schválně využil.
Téma zrcadla bylo mnohokrát komentováno a z překvapující perspektivy byly vyvozovány dalekosáhlé filozofické závěry. Činil tak například filozof Michel Foucault ve své knize Řád věcí (1966) nebo filozof Maurice Merleau-Ponty, který věc komentoval slovy „Manetovo zrcadlo je nástrojem univerzální magie, která mění věci v brýle, brýle ve věci, já v ostatní a jiné ve mne“.
Zajímavostí je, že na předběžné Manetově studii byla barmanka umístěna více vpravo, zatímco na finálním plátně ji malíř umístil do středu obrazu a učinil z ní ústřední motiv, jako by však z předběžné studie zachoval původní odraz v zrcadle.
Na plátně je zobrazena skutečná osoba, její jméno znělo Suzon a pracovala ve Folies Bergère na počátku 80. let 19. století. Pro obraz Manetovi pózovala v ateliéru. Podle některých odborníků symbolem pomeranče Manet identifikoval barmanku jako prostitutku. Téma prostituce je klíčem pro řadu vykladačů obrazu a jeho smyslu. Vysvětlují jim i "nepatřičnou" přítomnost muže v odrazu zrcadla, obvykle z feministické či marxistické perspektivy (komodifikace ženy atp.).
Choreografka Ninette de Valois vytvořila roku 1934 balet inspirovaný obrazem a nesoucí stejné jméno.